# Madani Senghore

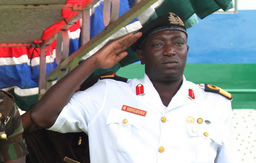
Madani Senghore, 2008

Momodou Madani Senghore (* 16. März 1968 in Bathurst; † 13. Dezember 2023 in Serekunda) war Kommodore und Oberbefehlshaber der Gambia Navy (GN) im westafrikanischen Staat Gambia.

## Leben
Senghore besuchte von 1974 bis 1980 die Windley Primary School und wechselte dann zur Crab Island Secondary Technical School, wo er 1984 den Schulabschluss erlangte. Anschließend von 1984 bis 1987 besuchte er die Gambia High School.
Am 10. Februar 1988 trat er in die gambischen Streitkräfte ein und wurde als Matrose zur gambischen Marine versetzt. Er wurde im Januar 1995 zum Offizierskadetten befördert, nachdem er die Kadettenauswahl bestanden hatte, und im September 1995 trat Senghore dem Club der wenigen und Privilegierten der gambischen Streitkräfte bei, bekannt als Offizierskorps, mit seiner Beförderung zum Midshipman, einem Marinerang, der dem Second Lieutenant in der Armee entspricht. Er besuchte die Pakistan Naval Academy bevor er von Mai 1996 bis Dezember 1996 an das Pakistan Naval Engineering College wechselte, um ein vollwertiger Marineingenieur zu werden. Anschließend wurde er im Mai 2001 zum Sub-Lieutenant befördert. Im April 2003 zum Navy Lieutenant befördert. Von Januar 2005 bis Juni 2005 besuchte er die Militärakademie des Armed Forces Command and Staff College der Republik Nigeria. 2006 wurde er zum Lieutenant Commander befördert und am 8. März 2009 wurde der Offizier zum Commander (Lt Col) befördert.  Als Konteradmiral Sarjo Fofana in den Hochverratsprozessen 2010–2011 wegen Verschwörung mit Lang Tombong Tamba verurteilt wurde (der Oberste Gerichtshof hob das Urteil 2015 auf), wurde am 8. März 2010 er als sein Nachfolger zum Chef des Marinestabs ernannt. Kommodore Senghore hat 29 Jahre lang in der Marine gedient und wurde von Präsidenten Yahya Jammeh im Februar 2016 entlassen, er wurde von Kommodore Sillah Kujabi ersetzt. Er war dann auch als stellvertretender Missionsleiter in Sierra Leone tätig. Senghore wurde im März 2017 von Präsidenten Adama Barrow wieder eingesetzt.
Senghore erreichte den Rang eines Kommodores und war Oberbefehlshaber der Gambia Navy, der rund 500 Mann starken maritimen Teilstreitmacht der Gambia Armed Forces (GAF). Er gehörte aufgrund seiner Position dem Gambia Armed Forces Council und dem National Security Council an. 2020 bis 2021 besuchte er das  International Maritime Law Institute und erwarb ein fortgeschrittenes Diplom im internationalen Seerecht.
Senghore starb Ende 2023 in der Westfield Clinic, Serekunda.